# Big band

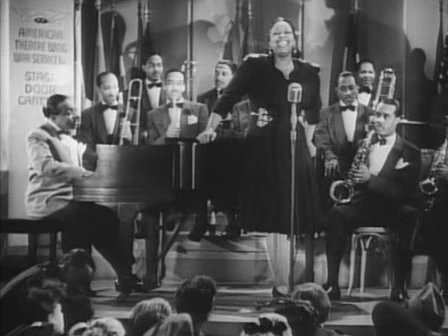
Il bandleader Count Basie e la sua orchestra insieme alla cantante Ethel Waters, dal film Stage Door Canteen (1943)

Con il termine Big band, o orchestra jazz, si fa riferimento a quel tipo di formazione orchestrale affermatasi, sin dagli anni venti, in America e interpretanti prevalentemente brani utilizzati nella musica jazz, in particolare swing ma anche latino-americani.

## Strumentazione

Diagramma concettuale della formazione di una tipica orchestra jazz

Nel corso della loro evoluzione, a partire dalla fine degli anni venti, le orchestre jazz hanno visto avvicendarsi nel loro organico un numero di strumenti tanto eterogeneo da escludere classificazioni troppo rigide sulla loro formazione.

Questa, infatti, almeno nella sua forma basilare (codificatasi attorno ai primi anni trenta), contava un numero di 10 o, spesso, più musicisti e si componeva di una sezione ritmica e di un ensemble di fiati: la prima era formata da una batteria, un pianoforte, un contrabbasso e una chitarra; la seconda da un massimo di 4 trombe (a volte sostituite con delle cornette o, più raramente, con dei flicorni), 4 tromboni, 2 sax contralto, 2 sax tenore e un sax baritono. Al reparto potevano anche associarsi dei clarinetti. A questo organico, in base alla corrente stilistica, alla sensibilità del bandleader e al periodo storico, si devono aggiungere strumenti quali: il basso tuba, predecessore del contrabbasso da cui fu progressivamente sostituito, per poi essere reinserito, insieme al corno francese, dal compositore Gil Evans; il banjo, rimpiazzato dalla chitarra, prima chitarra acustica, poi chitarra elettrica; strumenti ad arco come il violino; l'eufonio, il flauto o il clarinetto basso, tra gli altri strumenti a fiato, strumenti a mantice come la fisarmonica, percussioni di varia natura tra le quali il vibrafono;sintetizzatori o tastiera elettronica nei tempi più recenti. In ultimo, al suddetto ensemble strumentale si affiancavano una o più voci soliste, maschili o femminili, il cui ruolo consisteva nell'intonare le melodie e i testi delle canzoni, nel capeggiare l'esecuzione orchestrale e, per estensione, nell'intrattenere il pubblico.

## Sviluppo
Pur affondando le proprie radici nei piccoli complessi del decennio precedente, è sul finire degli anni '20 che la formazione della Big band si afferma in America come protagonista assoluta (e principale simbolo) della stagione musicale passata alla storia con il nome di Swing Era.

Sui palcoscenici delle metropoli americane, con il principale intento di dare vita ad una musica destinata all'intrattenimento e al ballo, si avvicendano, si incontrano e, spesso, si sfidano le più autorevoli orchestre del periodo.

È proprio in questo decennio che New York assurge al ruolo di maggiore polo culturale della costa atlantica, grazie alla quasi inesauribile attività dei suoi locali, tra i quali ricordiamo: il celeberrimo Cotton Club, in cui consacrarono la propria fama le orchestre capeggiate da Fletcher Henderson, Duke Ellington e Cab Calloway; il Savoy Ballroom, distintosi, tra le altre cose, come teatro, nel 1937 e nel '38, di 2 duelli che videro la locale orchestra di Chick Webb trionfare, previa votazione dei presenti, su quelle ospiti, rispettivamente, di Benny Goodman e di Count Basie; L'Hotel Waldorf-Astoria dove Guy Lombardo trasmetteva i festeggiamenti annuali di Capodanno sulle reti radiofoniche e televisive NBC e CBS.
Negli stessi anni, anche attorno alla più settentrionale Chicago gravitano orchestre non meno note di quelle della Harlem newyorkese: tra le altre, ricordiamo quella del virtuoso Earl Hines, in cui militeranno alcuni tra i futuri esponenti del Bebop, tra cui Charlie Parker, Dizzy Gillespie o Billy Eckstine, poi leader di una propria formazione (con musicisti quali Lucky Thompson, Fats Navarro, Sarah Vaughan, Miles Davis o lo stesso Gillespie).

Dalla meridionale Kansas City, invece, proviene l'orchestra del già citato Count Basie, esponente, in una tradizione già inaugurata da Bennie Moten, di uno swing dalle sonorità più aggressive e genuine, lontane dagli accessori e sofisticati ornamenti propri del jazz di Harlem e vicine alla spontaneità del blues di New Orleans e ai suoi head arrangments.

Di parallela affermazione sono le orchestre di compositori "bianchi", quali il già citato Benny Goodman, Shep Fields, Stan Kenton, Glenn Miller, Ted Heath (nel Regno Unito) o i fratelli Tommy e Jimmy Dorsey, che riscossero, almeno al tempo, maggior successo di pubblico rispetto a quelle formate dai meno pubblicizzati e apprezzati colleghi neri, in un'America ancora vicina a pregiudizi di tipo razziale.

L'età d'oro dello Swing e delle orchestre (sia "nere" che "bianche") subisce una battuta d'arresto nei primi anni '40. Molte formazioni si sciolgono, altre (quelle di Count Basie o di Duke Ellington) scivolano in secondo piano e cristallizzano i moduli della propria arte, di fronte ad un pubblico che comincia a mutare gusti e tendenze: il movimento del Bebop, che pur si servirà in un primo momento della forma orchestrale (senza esaltanti risultati), riporterà in auge ben più esigue formazioni, come il quintetto o il quartetto, più congeniali alle sonorità, ai virtuosismi e all interplay che i suoi protagonisti si proponevano di coltivare.

Ma, già dagli anni '50, compositori quali lo stesso Dizzy Gillespie, Charles Mingus, Gil Evans o John Coltrane (nell'album Ascension) tornano a vedere nell'orchestra uno strumento ideale per le proprie partiture, estendendo il suo repertorio dall'orbita dello Swing a quella delle sonorità latin, free o cool; molte delle formazioni in questione, come la "Mingus Big Band", sono ancora in attività, a fianco a big band di più recente istituzione, come la "Jazz at Lincoln Center Orchestra" diretta da Wynton Marsalis, la "Italian Instabile Orchestra", la "Liberation Music Orchestra", l'orchestra di Sun Ra, quella di Dave Holland o quelle formatesi al seguito di cantanti; tra questi ricordiamo: Tony Bennett, Paul Anka, Michael Bublé, Natalie Cole, George Michael, Diana Krall, George Benson, Robbie Williams.